# Арнолд фон Дист
Арнолд фон Дист (на немски: Arnold von Diest, Herr zu Zeelem; † 8 юни 1288 при Воринген) от род ван/фон Дист от белгийската провинция Фламандски Брабант е господар на Зеелем.
Той е син на Герхард фон Дист, господар на Зеелем-Зихем († 1271) и съпругата му Мехтилд († 1287). Внук е на Арнолд IV фон Дист († сл. 1230) и Алхайдис/Алайдис фон Хенгенбах-Хаймбах († 1233/1250), дъщеря на Еберхард II фон Хенгенбах († сл. 1217/1218) и Юдит (Юта) фон Юлих († 1218), наследничка на Юлих. Роднина е на Еверхард фон Дист († 1301), княжески епископ на Мюнстер (1275 – 1301).
Арнолд фон Дист е убит на 8 юни 1288 г. в битката при Воринген, при Кьолн.

## Деца
Арнолд фон Дист има две дъщери:
- Алайдис фон Дист († сл. 1322), омъжена I. 1294 г. за Валтер III фон Раенст, господар на Берхем († 1 юли – 31 декември 1304), II. ок. 1305 г. за Ото фон Куик († 1 април – 31 декември 1350), помага на крал Ян Люксембургски от Бохемия, син на Йохан I ван Куик († 1308) и Юта фон Насау († 1313)
- Катерина фон Дист, омъжена за Расо де Грец († 5 юни 1288 в битката при Воринген)